# Ingel Rabenius
Ingel Rabenius eller Ingellus Laurentii Rabenius, född 17 april 1677 i Västerås, död 30 april 1739 i Leksands socken, Kopparbergs län, var en svensk präst.

## Biografi
Ingel Rabenius var son till kyrkoherden Laurentius Nicolai Rabenius i Bergs socken, Västmanland och Susanna Aspman, som var dotter till kyrkoherden i Lindesbergs socken och dotterdotter till Olaus Andreæ Dalekarlus. Han inskrevs vid universitetet 1696 och prästvigdes redan tre år senare för en tjänst vid Norns bruk. Redan 1701 lämnade han sitt vigningsstift för att ta tjänst vid de svenska utrikesförsamlingarna, och anlände så till superintendent Jacob Lang för att samma år bli bataljonspredikant och assessor i det kurländska konsistoriet. Han blev 1707 kyrkoherde i Norra skånska kavalleriet. Han sårades i Lillryssland, fick utstå stora umbäranden och tillfångatogs vid slaget vid Poltava. Sedan satt han tolv år i fångenskap i Sibirien, under vilken han tvingades försörja sig genom att tillverka peruker och klockor. Vid freden 1721 återvände han till Sverige och utnämndes 1723 till kyrkoherde i Romfartuna socken där han 1729 blev prost. 1735 blev han istället kyrkoherde i Leksands socken och kontraktsprost.
Rabenius var fullmäktig vid riksdagen 1731 och riksdagen 1734.
1724 gifte sig Rabenius med Margareta Kalsenius, vars far var Olof Kalsenius och mor Anna Rudbeckius var dotter till Nicolaus Johannis Rudbeckius, samt bror Andreas Kallsenius var biskop. Sonen Olof Ingelsson Rabenius blev professor.